# Eleanor Cuyler
Eleanor Cuyler è un cortometraggio muto del 1912. Il nome del regista non viene riportato nei credit del film basato su una storia di Richard Harding Davis, un famoso giornalista e scrittore dei primi anni del Novecento.
Prodotto dalla Edison Company e distribuito dalla General Film Company, il film aveva come interpreti Miriam Nesbitt e Marc McDermott.

## Trama
Wainwright, giovane scrittore, viene presentato da un comune amico a Eleanor Cuyler, suscitando subito l'interesse della donna. Però Eleanor, quando lui, qualche tempo dopo, le vuole fare una proposta di matrimonio, si sottrae, non dandogliene l'occasione.

Wainwright lascia in seguito l'America e si imbarca per l'Europa, volendo andare a cercare a Londra fortuna in campo letterario. Eleanor, vedendolo partire, prova molto più dispiacere di quanto si aspettasse.

Dopo alcuni mesi, viene a sapere che il giovane, a Londra, ha avuto successo, ma le giunge anche voce che sta per sposare una nobildonna. Vedendo intorno a sé coppie felici, Eleanor comincia a provare invidia per loro. Una notte, tornando a casa, viene salvate da tre tangheri che la stanno molestando proprio da Wainwright che, lasciata Londra, si aggira per quelle strade nella speranza di poterla incontrare. L'incidente induce Eleanor a far capire al suo soccorritore che anche lei, qualche volta, può avere bisogno della protezione di un uomo: Wainwright intende il messaggio e non lascia cadere l'occasione che gli viene offerta.

## Produzione
Il film fu prodotto dalla Edison Company.

## Distribuzione
Distribuito dalla General Film Company, il film - un cortometraggio in una bobina - uscì nelle sale cinematografiche statunitensi il 2 gennaio 1912.